# 실크에어의 운항 노선
아래는 실크에어의 취항지 목록이다 

## 운항 노선

### 아시아

#### 동아시아
- 중화인민공화국
  - 샤먼 - 샤먼 가오치 국제공항
  - 선전 - 선전 바오안 국제공항
  - 청두 - 청두 솽류 국제공항
  - 충칭 - 충칭 장베이 국제공항

#### 동남아시아
- 말레이시아
  - 쿠알라룸푸르 - 쿠알라룸푸르 국제공항
  - 페낭 - 페낭 국제공항
- 미얀마
  - 양곤 - 양곤 국제공항
  - 만달레이 - 만달레이 국제공항 계절편
- 베트남
  - 하노이 - 노이바이 국제공항
  - 다낭 - 다낭 국제공항
- 브루나이
  - 반다르스리브가완 - 브루나이 국제공항 - (싱가포르 항공 운항)
- 싱가포르
  - 싱가포르 - 싱가포르 창이 국제공항 허브
- 인도네시아
  - 덴파사르 - 응우라라이 국제공항
  - 메단 - 쿠알라나무 국제공항
  - 반둥 - 후세인 사스트라네가라 국제공항
  - 수라바야 - 주안다 국제공항
- 캄보디아
  - 프놈펜 - 프놈펜 국제공항
  - 시엠립 - 시엠립 국제공항
- 태국
  - 방콕 - 수완나품 국제공항
  - 푸켓 - 푸켓 국제공항
  - 코사무이 - 사무이 공항
- 필리핀
  - 다바오 - 프란시스코 방고이 국제공항
  - 세부 - 막탄 세부 국제공항

#### 남아시아
- 네팔
  - 카트만두 - 트리부반 국제공항
- 몰디브
  - 말레 - 말레 국제공항
- 스리랑카
  - 콜롬보 - 반다라나이케 국제공항
- 인도
  - 방갈로르 - 벵갈루루 국제공항
  - 첸나이 - 첸나이 국제공항
  - 코치 - 코친 국제공항
  - 하이데라바드 - 라지브 간디 국제공항

### 오세아니아
- 오스트레일리아
  - 다윈 - 다윈 국제공항
  - 브룸 - 브룸 국제공항 계절편
  - 케언스 - 케언스 공항

## 단항 노선

### 아시아

#### 동아시아
- 대한민국
  - 부산 - 김해국제공항
- 중화인민공화국
  - 구이린 - 구이린 량장 국제공항
  - 우한 - 우한 톈허 국제공항
  - 창사 - 창사 황화 국제공항
  - 쿤밍 - 쿤밍 창슈이 국제공항
  - 푸저우 - 푸저우 창러 국제공항
  - 항저우 - 항저우 샤오산 국제공항
- 마카오
  - 마카오 - 마카오 국제공항
- 일본
  - 오키나와 - 나하 공항 계절 전세편
  - 히로시마 - 히로시마 공항
- 중화민국
  - 가오슝 - 가오슝 국제공항

#### 동남아시아
- 동티모르
  - 딜리 - 프레지덴트 니콜라우 로바투 국제공항
- 라오스
  - 비엔티안 - 왓따이 국제공항
  - 루앙 프라방 - 루앙 프라방 국제공항
- 말레이시아
  - 랑카위 - 랑카위 국제공항
  - 코타키나발루 - 코타키나발루 국제공항
  - 콴탄 - 술탄 하지 아흐마드 샤 공항
  - 쿠칭 - 쿠칭 국제공항
- 인도네시아
  - 자카르타 - 수카르노 하타 국제공항
  - 롬복 - 롬복 국제공항
  - 마나도 - 삼 라투랑이 국제공항
  - 마카사르 - 술탄 하사누딘 국제공항
  - 메단 - 폴로니아 국제공항
  - 발릭파판 - 술탄 아지 모하메드 술라이만 국제공항
  - 세마랑 - 아크마드 야니 국제공항
  - 수라카르타 - 아디수마르모 국제공항
  - 요그야카르타 - 아디스킵토 국제공항
  - 파당 - 미낭카바우 국제공항
  - 팔렘방 - 술탄 마흐무드 바다루딘 2세 공항
  - 페칸바루 - 술탄 샤리프 카심 2세 국제공항
- 태국
  - 끄라비 - 끄라비 국제공항
  - 치앙마이 - 치앙마이 국제공항
- 필리핀
  - 마닐라 - 니노이 아키노 국제공항
  - 칼리보 - 칼리보 국제공항

#### 남아시아
- 인도
  - 비사카퍼트남 - 비사카퍼트남 공항
  - 코임바토르 - 코임바토르 국제공항
  - 콜카타 - 네타지 수바스 찬드라 보스 국제공항
  - 트리반드룸 - 트리반드룸 국제공항